# Bónis György
Bónis György (Budapest, 1914. január 5. – Budapest, 1985. november 6.) jogász, jogtörténész, az állam- és jogtudományok doktora. Fő kutatási területén, a magyar és egyetemes állam- és jogtörténet a középkorban témában ért el kiváló eredményeket.

## Életútja
1936-ban szerzett jogászdoktori diplomát az Magyar Királyi Pázmány Péter Tudományegyetem jogi karán „Sub auspiciis gubernatoris”  kitüntetéssel. 1936 novemberétől 1937 májusáig a School of Economics and Political Sciences   (London) ösztöndíjasa volt. A budapesti Egyetemi Könyvtárban kutatókönyvtárosi beosztásban, 1939-től a Vallás- és Közoktatásügyi Minisztériumban segédfogalmazóként működött.
1940-ben magyar alkotmánytörténetből a budapesti Pázmány Péter Tudományegyetemen egyetemi magántanárrá habilitálták. Néhány héttel később még ugyanebben az évben a kolozsvári egyetemen a jogtörténet rendkívüli egyetemi tanárává nevezték ki.
1940-től 1947-ig volt a kolozsvári egyetem jogi karának egyetemi tanára. Szerkesztette a Jogtörténeti és Népi Jogi Tanulmányok c. könyvsorozatot. 1945-ben a háborús front elől Budapestre menekült, majd 1945-ben vissza is tért Kolozsvárra. 1947-ben a hatóságok kiutasították Romániából. A köztársasági elnök nevezte ki 1947-ben a Szegedi Tudományegyetemre a Magyar és Egyetemes Jogtörténet tanszékvezető egyetemi tanárává. 1955-ben a jogi kar dékánhelyettesi posztját is ellátta. 1957-ig működött Szegeden. 1952-ben kandidátussá, 1969-ben a jogtudományok doktorává nyilvánította az MTA Tudományos Minősítő Bizottsága.
A szegedi egyetemen az 1956-os forradalom miatt számos hallgatót és oktatót elítéltek vagy elbocsátottak, köztük Bónis Györgyöt is. 1957. június 28-án Budapestre távozott, ahol a Fővárosi Levéltár munkatársa, majd osztályvezetőjeként működött. 1956-70 közt rövidebb kutatói- vagy tanulmányutakon járt Európa különböző országaiban: Hollandia, Írország, NDK, NSZK, Franciaország, Lengyelország, Svédország, Svájc, Csehszlovákia, Olaszország. 1974-ben vonult nyugdíjba.

## Munkássága
Nevéhez fűződik az első magyar büntetőjogi kodifikációs kísérlet (1712) felfedezése, a magyar hűbériség és rendiség nyugat-európai összefüggéseinek feltárása, a ius commune magyarországi és erdélyi történetének első német nyelven megjelent összefoglalása, valamint a magyar törvények kritikai kiadása (Decreta Regni Hungariae). Jogtörténeti, történettudományi munkái mellett néprajztörténeti kutatásokkal is foglalkozott. 
Számos európai egyetemen és jogtörténeti konferencián tartott előadást, Cambridge-ben vendégprofesszor volt, az Európai Történettudományi Akadémia tagja.

## Kötetei (válogatás)
- A magyar büntetőtörvénykönyv első javaslata 1712-ben (Az Angyal szeminárium kiadványai 26. Budapest, 1934.
- A bírósági szervezet megújítása III. Károly korában. Budapest, 1935.
- Hagyomány és haladás az erdélyi jog fejlődésében. Kolozsvár, 1944. Erdélyi Tudományos Füzetek 184.
- Hűbériség és rendiség a középkori magyar jogban. Kolozsvár, 1947.
- Jacobinus János erdélyi kancellár formuláskönyve, 1602, Szerk., Kolozsvár, 1947.
- Hajnóczy József. Budapest, 1954.
- Egyetemes állam- és jogtörténet. Sarlós Mártonnal. Budapest, 1957.
- Buda és Pest bírósági gyakorlata a török kiűzése után: 1686–1708. Budapest, 1962.
- Einflüsse des römischen Rechts in Ungarn, Ius Romanum Medii Aevi V. 10., Mediolani, 1964.
- A jogtudó értelmiség a Mohács előtti Magyarországon. Budapest, 1971.
- A jogtudó értelmiség a középkori Nyugat- és Közép-Európában. Budapest, 1972.
- Középkori jogunk elemei. Budapest, 1972.
- Decreta Regni Hungariae : 1301-1457 / Collectionem manuscriptam Francisci Dőry additamentis auxerunt, commentariis notisque illustraverunt Georgius Bónis, Vera Bácskai ; [Deutsche Übersetzung Gyula Gál] = Gesetze und Verordnungen Ungarns. Budapest, 1976.
- Decreta regni Hungariae : 1458-1490. Érszegi Gézával és Teke Zsuzsával. Budapest, 1989.
- The laws of the medieval kingdom of Hungary / ... collab. with Leslie S. Domonkos. 2. rev. ed. Idyllwild : Charles Schlacks, jr., 1999-

## Társasági tagság
- Magyar Történelmi Társulat (1932-; 1969-)
- Commission Internationale pour l'Histoire des Assemblées d'États (1957-)
- Commission Internationale pour la Diplomatique (1970-)